# Arthur Herbert Copeland
Pour l’article homonyme, voir Copeland.
Arthur Herbert Copeland (22 juin 1898 - 6 juillet 1970) est un mathématicien américain. Il s'est principalement consacré aux fondations des probabilités.

## Biographie
Diplômé de l'université Harvard il fut enseignant à l'université Rice et à l'université du Michigan.
Il établit en 1946 avec Paul Erdős que la constante de Copeland-Erdős = 0,23571113171923... est un nombre normal en base 10. Il possède ainsi un nombre d'Erdös égal à 1.